# La Coscienza di Zeno (gruppo musicale)
I La Coscienza di Zeno sono un gruppo rock progressivo italiano nato a Genova nel 2007. Ha all'attivo tre album in studio e numerosi concerti in Italia e all'estero.

## Storia del gruppo
Il gruppo nasce nel 2007, inizialmente composto da "Estunno" Guidi Colombi al basso (già con Trama, Narrow Pass, Armalite, Il Tempio delle Clessidre, Hidebehind, Not a Good Sign), Andrea Orlando alla batteria (già Finisterre, Malombra, Real Dream), Alessio Calandriello nel ruolo di cantante (già con Narrow Pass, Hidebehind, Lucid Dream, Not a Good Sign), Stefano Agnini alle tastiere, Davide Serpico alla chitarra, Andrea Lotti alle tastiere.
Nel maggio 2011 il primo album de La Coscienza di Zeno, dal titolo omonimo, vede la luce sotto l'etichetta Mellow Records. Il disco viene accolto favorevolmente sia dal pubblico (la prima stampa è andata esaurita in pochi mesi) sia dalla critica specializzata, dalla quale viene indicato come uno dei migliori esordi dell'anno. Tra il 2011 e il 2012 vengono registrati due brani destinati ad entrare in alcune raccolte della Musea Records, la prima dedicata al Decameron di Boccaccio e l'altra allo scrittore H.P. Lovecraft.
Nel Marzo 2012 entra a far parte del gruppo Luca Scherani (Höstsonaten, Il Segno del Comando, Trama, Periplo), sostituendo Andrea Lotti alle tastiere. Inizia qui un periodo di lavoro intenso: da un lato CDZ inizia a comporre il nuovo album; dall'altro la band si misura sul fronte live, solcando diversi palchi e dividendo esperienze con band quali La Locanda delle Fate, Maxophone, Garybaldi, Accordo dei Contrari e Dawn.
Nel 2013 esce Sensitività, album prodotto da Fading Records; questo trova presto numerosi riscontri positivi da parte del pubblico, tanto che già all'inizio del 2014 ne viene stampata una seconda edizione.
Il gruppo presenta parte dei nuovi brani sui palchi di numerosi festival: la Fiera Internazionale della Musica (FIM), dove partecipano band storiche come Biglietto per l'inferno, The Trip, Delirium e Daemonia (con Claudio Simonetti); e l'AltrOck Festival, con band più "giovani" (molte delle quali militanti nell'etichetta AltrOck) come Ske, Ciccada (Grecia), Wobbler (Norvegia), October Equus (Spagna), Not a Good Sign e Humble Grumble (Belgio).
Nell'ottobre del 2013 entra a far parte del gruppo il violinista Domenico Ingenito.
A cavallo tra 2013 e 2014 la CDZ partecipa a numerosi festival in ambito progressive, come la Convention Prog-résiste in Belgio, Veruno 2daysofprog+1 e Fiera Internazionale della Musica, dividendo il palco con band quali Three Friends, Osanna, Alphataurus, Gianni Leone, Haken, Lazuli, The Watch, Gran Turismo Veloce.
Nella primavera del 2014 viene prodotta da Fading Records la ristampa del primo album omonimo, con un formato rinnovato e l'aggiunta di due bonus track: Colofonia e Il paradiso degli altri.
A Gennaio 2015 la band pubblica per AltrOck/Fading Records il terzo album dal titolo La notte anche di giorno.

## Formazione
- Alessio Calandriello - voce
- Luca Scherani - tastiere
- Davide Serpico - chitarra (dal 2007 al 2017)
- Gianluca Origone - chitarra (dal 2017)
- Gabriele Guidi Colombi - basso
- Andrea Orlando - batteria
- Stefano Agnini - paroliere, tastiere
- Domenico Ingenito - violino (dal 2014 al 2015)

## Discografia

### Album
- 2011 - La Coscienza di Zeno (Mellow Records)
- 2013 - Sensitività (AltrOck/Fading Records)
- 2013 - La Coscienza di Zeno (ristampa primo album +2 bonus tracks, AltrOck/Fading Records)
- 2015 - La notte anche di giorno (AltrOck/Fading Records)
- 2018 - Il giro del cappio (dal vivo 26.02.2016) (AMS Records/BTF)

### Partecipazioni
- 2011 - Decameron, Ten days in 100 novellas - part 1 (Musea Records)
- 2012 - The Stories of H.P. Lovecraft: A SyNphonic Collection (Musea Records)
- 2014 - 2days of Prog +1 - Live in Veruno (2DVD, La Coscienza di Zeno presente con il brano "Colofonia")